# ジョアン・ペドロ・マトゥラーノ・ドス・サントス
ジョアン・ペドロ（João Pedro）ことジョアン・ペドロ・マトゥラーノ・ドス・サントス（ポルトガル語: João Pedro Maturano dos Santos、1996年11月15日 - ）は、ブラジルのサッカー選手。ポジションはDF。

## クラブ歴
SEパルメイラスの下部組織出身。2014年9月に17歳でドリヴァウ・ジュニオール監督によってトップチームに昇格した。同月17日にカンピオナート・ブラジレイロ・セリエAで初出場。10月11日に初得点し、降格スレスレのチームの残留に貢献した。2015年にルーカスとジョアン・パウロが加入すると控えに回ったが、コパ・ド・ブラジル決勝第2試合では出場した。翌2016年はジェアンの控えとなった。
2017年1月10日にアソシアソン・シャペコエンセ・ジ・フチボウへ1年間のレンタル移籍。2018年はECバイーアにレンタル移籍。
2018年夏にFCポルトへ移籍。

## タイトル
パルメイラス
- カンピオナート・ブラジレイロ・セリエA: 2016
- コパ・ド・ブラジル: 2015

シャペコエンセ
- カンピオナート・カタリネンセ: 2017

ポルト
- スーペルタッサ・カンディド・デ・オリベイラ: 2018

グレミオ
- カンピオナート・ガウショ: 2023